# Cinnamomum litseifolium
Cinnamomum litseifolium är en lagerväxtart som beskrevs av Thw.. Cinnamomum litseifolium ingår i släktet Cinnamomum och familjen lagerväxter. Inga underarter finns listade i Catalogue of Life.